# 高點鬧新聞
《高點鬧新聞》是臺灣高點綜合台的娛樂談話性節目，2019年8月25日開播。

## 主持人
- 現任：邱沁宜、郭岱軒

## 播出時間

### 首播
| 頻道       | 所在地 | 播映日期        | 播出時間       |
| ---------- | ------ | --------------- | -------------- |
| 綜合台     | 臺灣   | 2019年8月25日起 | 每週六日 20:00 |
| 高點綜合台 | 臺灣   | 2019年8月25日起 | 每週六日20:00  |
| 高點綜合台 | 臺灣   | 2019年8月25日起 | 每周六日20:00  |

### 重播
| 頻道       | 所在地 | 播出時間      |
| ---------- | ------ | ------------- |
| 高點綜合台 | 臺灣   | 每週六、20:00 |

## 節目概要
- 由新聞事件發想，內容包羅萬象，無所不談。臺灣歷史、宗教、族群、演藝、社會、法律、心理、性別、健康、等議題皆概括其內；常常討論基層的民生經濟與政治問題，有時甚至談論野史、刑案、臺灣民間信仰、靈異現象。另外，本節目雖也如同一般談話節目寫有流程腳本，但是從不事先排演腳本（俗稱「Re稿」），因此時常會隨著話題走向而不按牌理出牌。

## 節目開場白
- 第一版：邱沁宜 ：「高點鬧新聞」 郭岱軒：「帶您一探究竟」

## 來賓
- 黃瀞瑩
- 蔣萬安
- 李彥秀
- 蘇巧慧
- 吳秉叡
- 張宏陸
- 呂秀蓮
- 吳怡農
- 何景榮
- 蔡宜芳
- 柯文哲
- 陳佩琪
- 黃文華

## 來賓常客

### 新聞媒體人
- 林昆鋒
- 汪潔民
- 黃敬平
- 劉燦榮

## 製作團隊
- 監製：林煒凱、宋明霖
- 編審：黃議輝、葉明展
- 製作人：顧乃玠
- 企劃：張曉雲、林晨婕、羅禹雯、葉珍怡
- 製作助理：潘思辰、林金蓉
- 梳化妝：May25Studio
- 造型設計：Sonya
- 後製剪輯：孫玉姝
- 佈景設計：翁彩茜
- 佈景：全井企業
- 動畫：范昌綸
- 美術設計：蔡欣倩
- 攝影：高點攝影組
- 燈光、成音、視訊：高點工程組
- 導播：禾乃花

## 外部連結
- 高點鬧新聞粉絲專頁
- 高點鬧新聞youtube （页面存档备份，存于）